# 莫州
莫州（ばくしゅう）は、中国にかつて存在した州。唐代から明初にかけて、現在の河北省の保定市南東部・廊坊市・滄州市北西部にまたがる地域に設置された。

## 概要
711年（景雲2年）、唐により瀛州の鄚・任丘・文安・清苑の4県と幽州の帰義県の5県が分割されて、鄚州が立てられた。725年（開元13年）、鄚州は莫州と改められた。742年（天宝元年）、莫州は文安郡と改称された。758年（乾元元年）、文安郡は莫州の称にもどされた。莫州は河北道に属し、莫・任丘・文安・清苑・長豊・唐興の6県を管轄した。
北宋のとき、莫州は河北東路に属し、任丘県を管轄した。
金のとき、莫州は河北東路に属し、任丘県と長豊鎮を管轄した。
元のとき、莫州は河間路に属し、莫亭・任丘の2県を管轄した。
1374年（洪武7年）、明により莫州は廃止され、河間府に編入された。